# Ulica Świętokrzyska w Gdańsku
Ulica Świętokrzyska – ulica w Gdańsku, przebiegające przez dzielnice: Orunia Górna-Gdańsk Południe i Ujeścisko-Łostowice. Należy do ciągu drogi wojewódzkiej nr 221.

## Charakterystyka
Droga charakteryzuje się dużą przepustowością pojazdów, szczególnie w godzinach porannych i popołudniowych. Droga służy jako najważniejsza metoda dojazdu mieszkańców południowo zachodnich obrzeż Gdańska do jego centrum. 

### Obiekty
- Pętla tramwajowa Łostowice Świętokrzyska[1]
- Kościół Świętego Judy Tadeusza Apostoła

## Przebieg
Ulica rozpoczyna się przy rondzie ul. Małomiejskiej, ul. Platynowej i ul. Wawelskiej na Oruni Górnej. Biegnie kolejno przez Łostowice, Zakoniczyn, Kowale i dalej jako ulica Staropolska wsi Kowale krzyżuje się z Obwodnicą Trójmiasta na węźle Gdańsk-Orunia, bardziej znanym pod nazwą potoczną Kowale.

## Komunikacja
Po ulicy poruszają się autobusy miejskie linii: 113, 155, 162, 175, 213, 255, 256, 262, 295, N1 i N13. Przy styku z Aleją Vaclava Havla została zbudowana pętla tramwajowa.